# 提姆·奥布莱恩
威廉·蒂莫西·「提姆」·奥布莱恩 (英語：William Timothy "Tim" O'Brien，1946年10月1日—)，美国著名小说家。提姆主要因撰写与越南战争有关的战争小说而知名。提姆曾在越南战争中服役。其最知名的作品《士兵的重負》（一本半自传小说）就是受其在越战中的经历启发而来。

## 主要作品
- 如果我死在战区，请为我收殓并运回家乡。（If I Die in a Combat Zone, Box Me Up and Ship Me Home）（1973）
- 南方的灯光（Northern Lights）（1975)
- 兄弟，你经历了什么？（Where Have You Gone, Charming Billy）（1975）
- 原子时代（The Nuclear Age）（1985）
- 士兵的重负（The Things They Carried）（1990）
- 森林中的湖（In the Lake of the Woods）（1994）
- 恋爱的汤姆猫（Tomcat in Love）（1998）
- 七月，七月（July, July）（2002）
- Dad's Maybe Book（2019）[4]